# Theresa Zabell
Theresa Zabell (Ipswich, 22 de maio de 1965) é uma velejadora espanhola, bi-campeã olímpica da classe 470.

## Carreira
Theresa Zabell representou seu país nos Jogos Olímpicos de 1992 e 1996, na qual conquistou duas medalhas de ouro na classe 470. 